# Киша (приток Киши)
Киша — ручей в России, протекает по территории Сеченовского района Нижегородской области. Впадает в одноимённую реку Кишу, на 23 километре от её устья. Длина реки — 14 км.

## Данные водного реестра
По данным государственного водного реестра России относится к Верхневолжскому бассейновому округу, водохозяйственный участок реки — Сура от устья реки Алатырь и до устья, речной подбассейн реки — Сура. Речной бассейн реки — (Верхняя) Волга до Куйбышевского водохранилища (без бассейна Оки).
Код объекта в государственном водном реестре — 08010500412110000039159.